# Jakob Savinšek
Jakob Savinšek [jákob- savínšək], slovenski kipar, risar in pesnik, * 4. februar 1922, Kamnik, Slovenija, † 17. avgust 1961, Kirchheim, Nemčija.

## Življenje
Jakob Savinšek, sin književnika Slavka Savinška, je v Ljubljani končal gimnazijo. Med vojno je bil v taborišču Gonars. Leta 1949 je diplomiral na Akademiji za upodabljajočo umetnost, sedaj ALUO. Leta 1950 se je specializiral za kiparstvo pri profesorju  Borisu Kalinu. Poučevali so ga tudi Zdenko Kalin, Frančišek Smerdu in Peter Loboda.
Savinšek je bil eden največjih talentov med našimi kiparji po drugi svetovni vojni. S svojimi deli je z lahkoto prehajal iz figuralike v abstrakcijo, od drobnih formatov do monumentalnih figur. Bil je med avtorji, ki so popeljali ustvarjalnost okvirov figuralike v novo izraznost. Poleg spomenikov, postavljenih od Bele krajine (Griček v Črnomlju in Krasica) do Posočja (S. Gregorčič, J. Kugy) ga odlikujejo prefinjeni, generalizirani portreti npr.: življenjske sopotnice Mile Kačičeve, s katero sta imela sina Davida (1949–1990). Bil je med prvimi pobudniki simpozijev Forma Viva v Sloveniji. Skupaj z Janezom Lenassijem (Kostanjevica, Seča pri Portorožu) sta prakso iz tujine prenesla v Slovenijo. Umrl je prav ob udeležbi na enem od kiparskih simpozijev v Nemčiji. Po njem se imenuje ulica v Novem mestu. Izbrano zbirko njegovih del hrani Moderna galerija Ljubljana, nekaj kipov (npr. model spomenika za J. Plečnika) tudi Narodna galerija, del opusa Maleševa galerija v Kamniku.

## Izbrana dela

### Spomeniki
- Spomenik Juliusu Kugyju, 1953, Trenta
- Spomenik NOB, Griček, Črnomelj
- Spomenik Vojna in mir, Celje
- Spomenik Ivanu Tavčarju, 1957, Visoko pri Poljanah
- Spomenik Jožetu Lacku, Ptuj
- Spomenik Simonu Gregorčiču, 1959, Kobarid